# Cadillac NART
Der Cadillac NART war ein Konzeptfahrzeug, das die Cadillac-Division von General Motors 1970 vorstellte. NART bedeutet dabei North American Racing Team.
Das viersitzige Coupé wurde von Zagato für Cadillac konstruiert. Die flache Front war mit Klappscheinwerfern ausgestattet, die als nebeneinander liegende, runde Doppelscheinwerfer ausgeführt waren. Unterhalb der Gürtellinie waren der Kühllufteintritt und die kombinierten Park- / Blinkleuchten. Das hohe Heck sorgte auch bei den Rücksitzpassagieren für ausreichende Kopffreiheit. Der Wagen war mit Siebenloch-Aluminiumrädern ausgestattet.